# Masdevallia setacea
Masdevallia setacea là một loài thực vật có hoa trong họ Lan. Loài này được Luer & Malo mô tả khoa học đầu tiên năm 1978.